# Svandammarna
Svandammarna eller Furulundssjöarna är en grupp sjöar i östra utkanten av Tidaholm, Tidaholms kommun i Västergötland och ingår i Göta älvs huvudavrinningsområde.